# 大寨乡 (金平县)
大寨乡，是中华人民共和国云南省红河哈尼族彝族自治州金平苗族瑶族傣族自治县下辖的一个乡镇级行政单位。

## 行政区划
大寨乡下辖以下地区：
大都马村、渡口村、大寨村、新发寨村、白沙坡村和箐脚村。